# Watton (Norfolk)
Watton is een civil parish in het bestuurlijke gebied Breckland, in het Engelse graafschap Norfolk met 7202 inwoners.

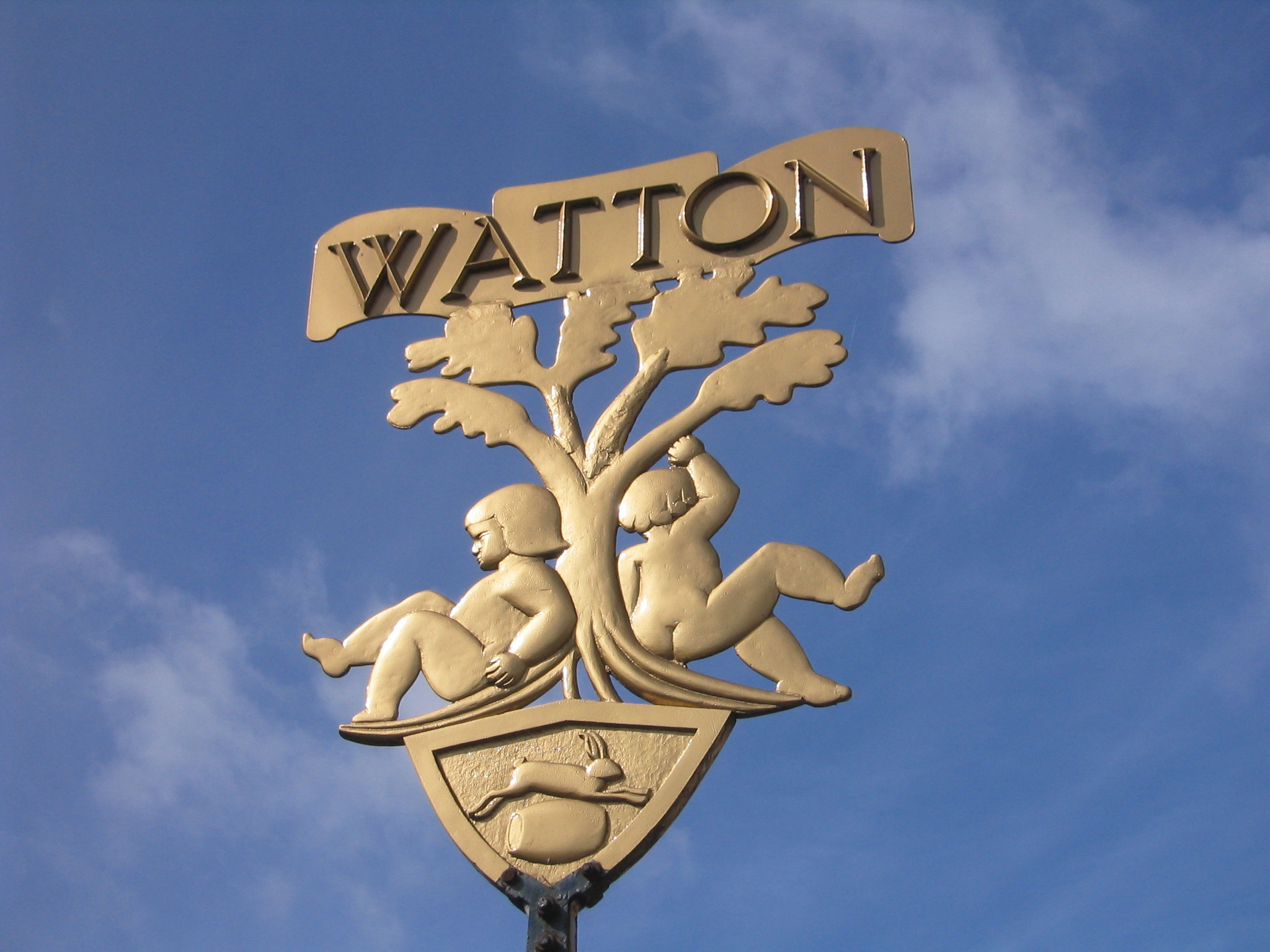
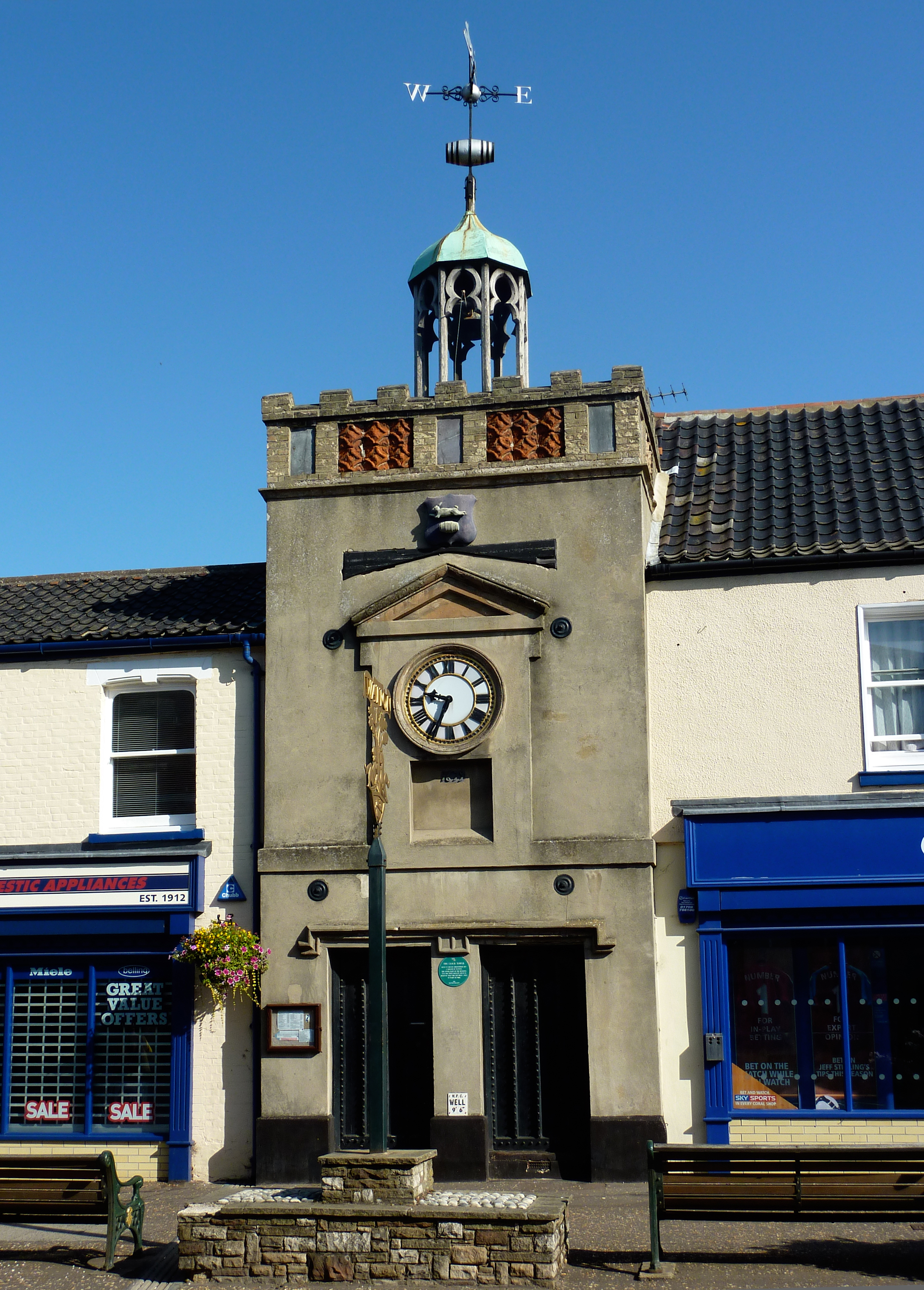
Klokkentoren van Watton
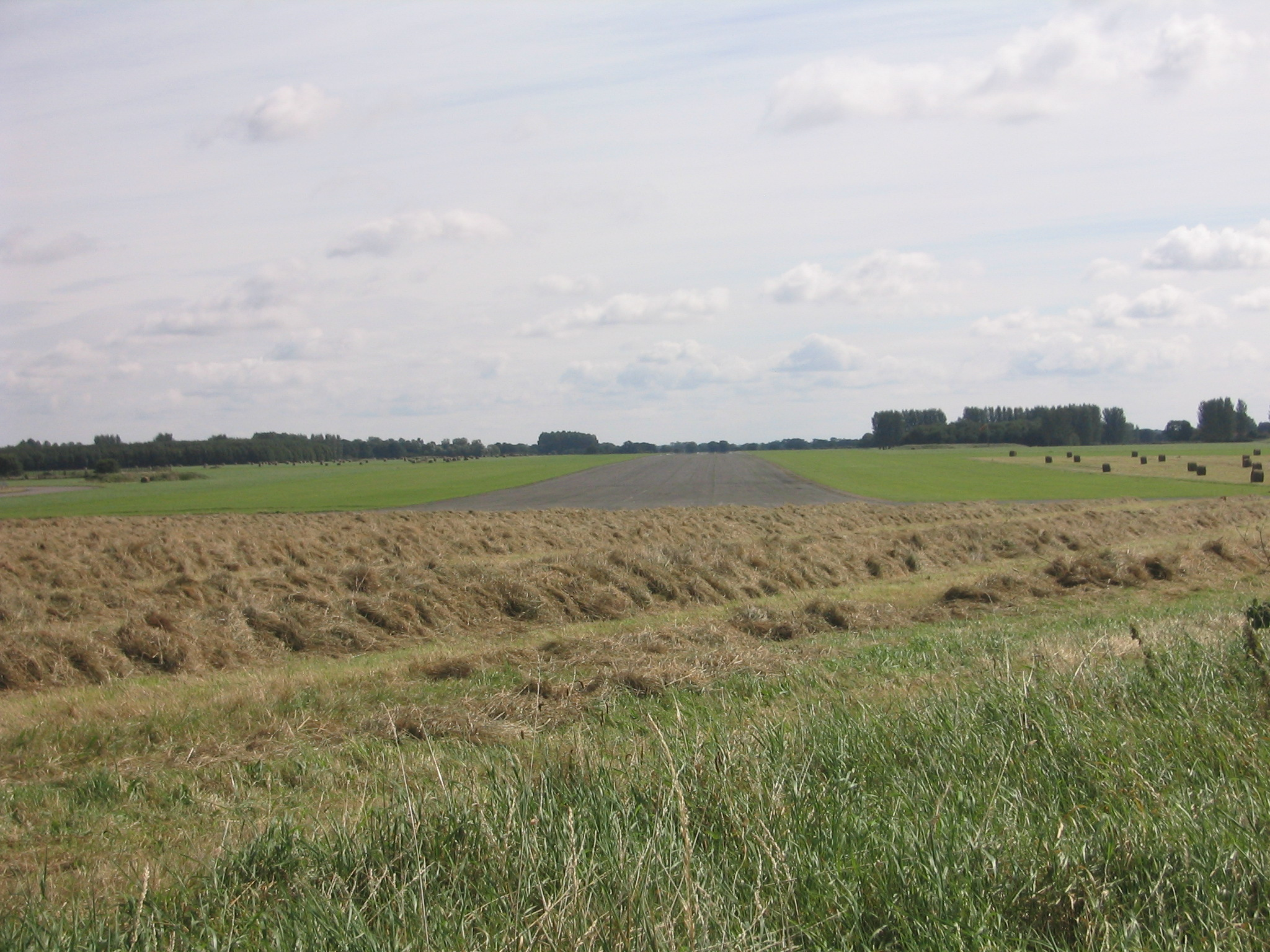
Landschap